# Шпицберг, Евгений Ростиславович
Евгений Ростиславович Шпицберг (26 сентября 1885 — 29 сентября 1914) — русский военный лётчик, участник Первой мировой войны.

## Биография
Родился 26 сентября 1885 года, происходил из дворян Киевской губернии, сын генерал-майора (впоследствии генерала от артиллерии) Ростислава Владимировича Шпицберга.
Образование получил в Александровском лицее, после чего в 1907 году поступил на службу в Министерство иностранных дел. По состоянию здоровья освобождён от несения воинской службы. Уехал во Францию, где прошёл курс наук в Парижской высшей школе политехнических наук и частным образом обучался полётам на аэропланах, получив 7 ноября 1913 г. диплом пилота-авиатора №1518. По возвращении в Россию выступал в качестве авиатора-спортсмена.
С началом Первой мировой войны принят на службу со своим самолётом в авиацию и был прикомандирован в штабу 9-й армии под Люблином. В том же 1914 году неоднократно совершал вылеты на разведку австрийских позиций и в одном из вылетов потерпел катастрофу. 29 апреля 1915 года Шпицберг был посмертно награждён орденом св. Георгия 4-й степени
За то, что, состоя добровольцем в действующей армии, 19-го сентября 1914 г., вызвался, несмотря на сильный ветер, произвести воздушную разведку австро-германских войск, сосредоточившихся в районе крепости Краков; во время своего отважного полёта разбился вместе с аппаратом и 26-го сентября умер от сотрясения мозга.
9 февраля 1915 года Шпицберг приказом по фронту посмертно был произведён в прапорщики и зачислен в списки 89-го пехотного Беломорского полка (производство утверждено Высочайшим приказом от 31 марта 1915 года).